# Анатолий Березовой
Анато́лий Никола́евич Березово́й (роден на 11 април 1942, в с. Енем, Адигейска автономна област) — летец-космонавт на СССР, Герой на Съветския съюз (1982). Инициатор за провеждането на международната акция „Световна камбана в Деня на Земята“ в Русия, в Международния център Николай Рьорих.

## Биография
През 1965 г. завършва Качинското военновъздушно училище. Остава там като летец-инструктор. От 1970 г.е зачислен в отряда на космонавтите. Военен летец първи клас от 1978 г.
Назначен е за командир на резервния екипаж на втората експедиция на „Салют-5“ (Союз 23, впоследствие и Союз 24).
Единствения си космически полет е осъществил от 13 май до 10 декември 1982 г. на станцията Салют-7. Той е командир на първата експедиция на станцията. Излита с космическия кораб Союз Т-5, каца със Союз Т-7. Там работи със съветско-френския екипаж на Союз Т-6 и посетителската експедиция с кораба Союз Т-7, в който е включена втората жена-космонавт в света. Продължителността на полета е 211 денонощия 9 часа 4 минути и 31 секунди. По време на полета е направил едно излизане в открития космос с продължителност 2 часа и 33 минути.
Назначаван е за командир на дублиращите съветско-индийски екипаж за кораба Союз Т-11 и съветско-афганистански екипаж за кораба Союз ТМ-6.
Отчислен е от отряда на космонавтите на 31 октомври 1992 г. поради уволнение от въоръжените сили по възраст.
От 1992 до 1999 г. е изпълняващ длъжността президент на Руската космическа федерация.
Женен, с две деца.

## Награди
- Медал „Златна звезда“ за Герой на Съветския съюз (1982)
- Орден „Ленин“ (1982)
- Орден „За служба на Родината във Въоръжените сили на СССР“ III степен
- 9 юбилейни медали
- Кавалер на Почетния легион (Франция, 1982)
- Орден „Кирти Чакра“ (Индия, 1984)
- Орден „Слънце на свободата“ (Афганистан, 1988)